# تريكليسيا
التريكليسيا هو جنس من النباتات المزهرة في عائلة النِسْبِرْميَّة.. موطنها الأصلي هو أفريقيا الاستوائية. 
تشمل الأنواع:
- تريكليسيا أنغولنسيس
- تريكليسيا أنغوستيفوليا
- تريكليسيا كالوبكروسيا
- تريكليسيا كابيتاتا
- تريكليسيا كورياشيا
- تريكليسيا ديكتيوفيلا
- تريكليسيا دييلسي
- تريكليسيا فلافا
- تريكليسيا جيليتي
- تريكليسيا هيبوكريسيا
- تريكليسيا جومليانا
- تريكليسيا لانسيولاتا
- تريكليسيا لوكوبينسيس
- تريكليسيا لويسي
- تريكليسيا لوسيدا
- تريكليسيا ماكروكاربا
- تريكليسيا ماكروفيلا
- تريكليسيا باتنس
- تريكليسيا ريباريا
- تريكليسيا ساكلوإكسي
- تريكليسيا سيمنوفيللا
- تريكليسيا سوبكوردا
- تريكليسيا ويلويتشيي